# Barra do Ribeiro (kommun)
Barra do Ribeiro är en kommun i Brasilien.   Den ligger i delstaten Rio Grande do Sul, i den södra delen av landet, 1 700 km söder om huvudstaden Brasília. Antalet invånare är 12 568.
Följande samhällen finns i Barra do Ribeiro:
- Barra do Ribeiro

Omgivningarna runt Barra do Ribeiro är en mosaik av jordbruksmark och naturlig växtlighet. Runt Barra do Ribeiro är det glesbefolkat, med 18 invånare per kvadratkilometer.